# Чжуан Жунвэнь
Чжуан Жунвэнь (кит. 庄荣文, род. февраль 1961, Цюаньчжоу, Фуцзянь) — китайский государственный и политический деятель, заведующий Государственной канцелярией интернет-информации КНР с 21 августа 2018 года и заместитель председателя Руководящей группы ЦК КПК по информатизации и безопасности в Интернете по совместительству.
Ранее временно исполняющий обязанности заведующего Пресс-канцелярией Госсовета КНР и заведующего Канцелярией внешней пропаганды ЦК КПК с 8 июня 2022 года.
Член Центрального комитета Компартии Китая 20-го созыва.

## Биография
Родился в феврале 1961 года в Цюаньчжоу, провинция Фуцзянь. В июне 1987 года вступил в Коммунистическую партию Китая.
В 1989 году окончил Хохайский университет по специальности «гидравлика и динамика рек». В 1992 году получил степень доктора (PhD) технических наук.
С 1989 по 2010 гг. на различных должностях, в том числе технический специалист гидроэлектростанции в провинции Фуцзянь, преподаватель Хохайского университета, инженер, старший инженер, заместитель начальника и начальник коммерческого отдела Фуцзяньской инженерно-консалтинговой корпорации, исполняющий обязанности заместителя директора Строительного управления сямыньской инвестиционной зоны Хайцан, глава отдела промышленности и отдела энергетики Комитета по планированию и реформам администрации провинции Фуцзянь, затем заместитель председателя и член партотделения КПК этого Комитета, замдиректора департамента инженерного строительства Китайской корпорации по развитию проекта «Три ущелья», замначальника, затем начальник и секретарь партотделения КПК управления по науке и технике администрации провинции Фуцзянь.
В декабре 2010 года назначен на пост начальника экономического управления Канцелярии Госсовета КНР по делам китайцев, проживающих за границей. В июне 2014 года повышен до заместителя главы Канцелярии.
С августа 2015 года — заместитель заведующего Государственной канцелярией интернет-информации КНР.
В апреле 2018 года — начальник вновь образованного Государственного управления по авторскому праву и одновременно заместитель заведующего Отделом пропаганды ЦК КПК.
В июле 2018 года назначен заместителем заведующего Госканцелярией интернет-информации КНР и заместителем заведующего Пресс-канцелярией Госсовета КНР (она же — Канцелярия внешней пропаганды ЦК КПК), сохранив за собой позицию замглавы Отдела пропаганды ЦК КПК.
21 августа 2018 года назначен главой Государственной канцелярии интернет-информации КНР и освобождён от должности начальника Государственного управления по авторскому праву.
С 8 июня 2022 по 17 января 2023 года после ухода Сюй Линя в региональную политику — временно исполняющий обязанности заведующего Пресс-канцелярией Госсовета КНР.